# Pandeiro
Ne doit pas être confondu avec Pandero.

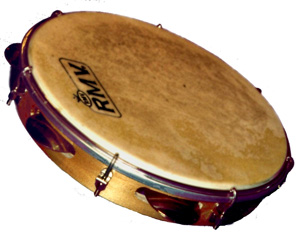
Un pandeiro.

Le pandeiro est un instrument de percussion, version brésilienne du tambour basque. Le tambour sur cadre hispano-portugais pandeiro ou pandero, sans doute dérivé du tar arabo-andalou, a été apporté au Brésil par les premiers colonisateurs portugais.

## Facture
Le pandeiro est un tambourin d'environ 25 à environ 30 cm de diamètre avec une ou, plus rarement, deux rangées de cymbalettes. La fabrication traditionnelle monte une peau de cuir fin sur un anneau en bois. Depuis de nombreuses années, des vis agissant sur un anneau en tôle d'acier assurent la tension de la membrane. Des instruments modernes ont un corps en matière plastique ; une membrane synthétique rend la sonorité indépendante de la température ambiante et de l'humidité, au prix d'une modification du timbre.
La sonorité idéale se traduit par un ton chaud ainsi que par un son sec et cristallin pour les cymbales. Un bon pandeiro reproduit tous les sons de la section de percussions.
Les archives montrent une version ancienne du pandeiro avec seulement le cadre de cymbalette, en usage au XIXe siècle dans le Nordeste (DFB). Cette version, disparue avant le XXe siècle, est revenue, importée, vers la fin du même siècle, servant plutôt dans les musiques populaires amplifiées électroniquement.

## Technique instrumentale

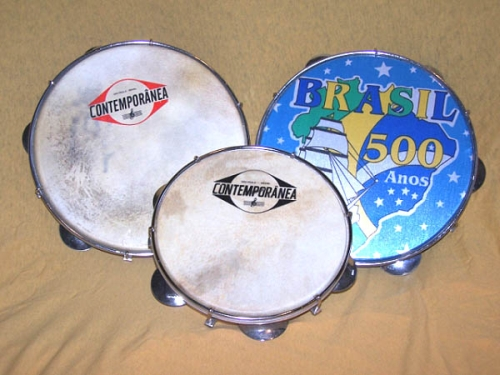
Trois pandeiros

Le pandeiro est un instrument d'une grande variété de sonorités pour un tambour, que l'on retrouve dans différents genres de musique à travers le Brésil. Il accompagne, seul ou avec d'autres instruments, les joutes verbales des repentistas (troubadours) du Nordeste émigrés à São Paulo. C'est l'instrument central pour toutes les variétés de samba, principalement samba de roda, samba de viola, partido-alto et leurs dérivés comme le pagode. Il figure comme instrument soliste et d'accompagnement dans le choro et dans toutes les branches de la MPB qui conservent une référence au samba. Il constitue, avec le berimbau, l'orchestre minimal de la capoeira.
La technique du pandeiro peut être simple (repente, capoeira) ou complexe avec polyrythmie (samba). Plusieurs types de frappe donnent une variété de sons, combinés dans des motifs répétitifs appelés batidas ou toques.
On tient en général le pandeiro de la main gauche en le frappant de la main droite, avec la pointe des doigts, le pouce, la paume, la main à plat, variant le point d'impact selon le son désiré. La main gauche peut agiter le cadre pour faire jouer les cymbalettes, et un ou deux doigts peuvent presser la peau pour en changer le son.

## Musiciens
Le pandeiro a acquis ses lettres de noblesse entre les mains de musiciens tels que Jackson do pandeiro. On apprécie chez les grands pandeiristes la subtilité de la nuance et la maîtrise de microrythmes, de variations, et de breaks dans le toque de base qu'ils ont choisi.